# Terany
Terany és un poble i municipi d'Eslovàquia. Es troba a la regió de Banská Bystrica. La primera menció escrita de la vila es remunta al 1298. És el lloc de naixement de l'escriptor Ladislav Ballek.

## Demografia
| Godina             | 1994 | 2004   | 2014    | 2024   |
| ------------------ | ---- | ------ | ------- | ------ |
| Nombre de persones | 713  | 727    | 639     | 588    |
| Diferència         |      | +1,96% | −12,10% | −7,98% |

| Godina             | 2023 | 2024 |
| ------------------ | ---- | ---- |
| Nombre de persones | 588  | 588  |
| Diferència         |      | +0%  |